# Julien Anfruns
Julien Anfruns est avocat, dirigeant d'entreprise et haut fonctionnaire français.

## Biographie

### Jeunesse et études
Julien Anfruns est admis à l'EDHEC Business School en 1993, et en sort diplômé en 1996. Il effectue ensuite un master à l'Institut d'études politiques de Paris, dont il est diplômé en 2000. Il y est l'élève de Jean-François Sirinelli. Il est admis à l'École nationale d'administration, où il effectue son stage préfectoral auprès de Dominique Schmitt et son stage diplomatique auprès de Jean-David Levitte à l'ONU. Il sort de l'ENA en 2002.[réf. nécessaire]

### Parcours professionnel
De 2002 à 2005, il est responsable des affaires économiques et financières au ministère de la Culture et de la Communication. En 2005, il est nommé directeur financier et juridique au Musée du Louvre, poste qu'il occupe jusqu'en 2008, où il participe notamment au développement stratégique du Louvre, en France et à l'étranger. 
De 2008 à 2013, il occupe le poste de directeur général du Conseil international des musées. En novembre 2010, durant la 22e Conférence générale de l'ICOM (organisée à l'issue de l’Exposition universelle de 2010 à Shanghai en Chine), il accueille Jacques Chirac et Alpha Oumar Konaré.
En 2013, il est nommé membre du Conseil d'État en tant que maître des requêtes en service extraordinaire. Il y est membre de la section de l'administration ainsi que de la neuvième sous-section de la section du contentieux. 
Il quitte la fonction publique en septembre 2017 pour devenir directeur des Affaires publiques, de la communication et membre du comité de direction de Philip Morris France puis directeur de la  R.S.E. dans le même groupe. En février 2021, il a rejoint le barreau de Paris comme avocat spécialisé en droit public des affaires et droit de la culture.

## Engagements

### Dans l'art et la culture
Dans le domaine culturel, Il contribue à plusieurs groupes de réflexion et de travail, notamment comme membre du Global Agenda Council du World Economic Forum (Davos) sur le rôle de l’art dans la société jusqu’en 2014. Il est aussi membre du comité national français de sélection du Label du Patrimoine Européen et il fait partie de plusieurs conseils d’administration dans le monde de la culture, notamment celui de la Société des amis du Musée Marmottan Monet à Paris, celui de la fondation du Domaine et château de Penthes en Suisse (Genève), le conseil scientifique de la Fondation de la sauvegarde de l'art français ou encore l'association des amis du musée de Fourvière qu'il préside depuis 2021.
Julien Anfruns a été trustee du Forum européen du musée entre janvier 2010 et février 2013 (EMF (en)). Il participe aussi au rapprochement entre la culture et l’économie par sa participation aux discussions du Forum d'Avignon ou encore en tant que membre du Nouveau Club de Paris, qui soutient l’Économie de la connaissance. Il est également membre de l’Advisory Board de l’EDHEC Business School. Parallèlement, Julien Anfruns a été maître de conférences à l’Institut d’études politiques de Paris de 2002 à 2012.
De 2009 à 2013, Julien Anfruns est Président du Comité international du Bouclier bleu (ICBS).

### Autres
Il est membre de l'advisory board de l'EDHEC.

## Ouvrages et articles
- L'idéologie ne doit pas guider les restitutions d’œuvres d'art, L'Opinion, 11/01/2021[20]
- Les églises de France recueillent des trésors du patrimoine dont nous avons tous la responsabilité, La Croix, 26/08/2020[21]
- Le soft power, un atout exceptionnel pour la France, Le Cercle les Échos, 17/04/2018[22]
- (co-auteur), Histoire d’une passion, Les Musées sont-ils les ambassadeurs de nos sociétés, Les Amis des musées du Luxembourg
- Patrimoine culturel et conflits armés, Encyclopédia Universalis, 2015[23]
- (en) The Best in Heritage 2012 Publication, www.thebestinheritage.com, 2012 (lire en ligne), Intervention de  Ethics for the heritage sector
- avec Didier Dumont et Dominique Latrilhe, Capital immatériel et Middle Market, DFCG, Deloitte, 2008